# Episodi de L'ispettore Barnaby (ventunesima stagione)
La ventunesima stagione del telefilm L'ispettore Barnaby è stata trasmessa dal 21 gennaio 2020 al 28 marzo 2021 su ITV. 
In Italia, la stagione è andata in onda dall'11 marzo al 1º  aprile 2020 su Giallo.
| nº | Titolo originale      | Titolo italiano        | Prima TV UK     | Prima TV Italia |
| -- | --------------------- | ---------------------- | --------------- | --------------- |
| 1  | The Point of Balance  | Il punto di equilibrio | 21 gennaio 2020 | 11 marzo 2020   |
| 2  | The Miniature Murders | La casa delle bambole  | 4 febbraio 2020 | 18 marzo 2020   |
| 3  | The Sting of Death    | La puntura della morte | 21 marzo 2020   | 25 marzo 2020   |
| 4  | With Baited Breath    | Con il fiato sospeso   | 28 marzo 2020   | 1º aprile 2020  |